# Puesto Santa Cruz
Puesto Santa Cruz, también llamado Puesto Santa Cruz de la Sierra es un paraje del departamento General Ángel V. Peñaloza, en el sureste de la provincia de La Rioja (Argentina).
Está ubicada aproximadamente en la ubicación 30°32′23″S 66°23′58″O / -30.53972, -66.39944.
Se trata de un antiguo puesto rural, presumiblemente de principios del siglo XIX y propiedad de Abel Juan Bazán y Bustos, construido como vivienda y refugio para las personas que tenían a su cargo el cuidado de ganado.
Actualmente, el lugar está adaptado para brindar alojamiento a los visitantes de la cercana Quebrada de Los Cóndores y está a cargo de la cuarta generación de la misma familia que lo habitó en sus orígenes.
Según el censo del año 2010, la población de Puesto Santa Cruz se considera rural dispersa.

## Sitios de interés
En cercanías del puesto se encuentran algunos sitios de interés paisajístico y recreativo.
- Río de las truchas
- Río Santa Cruz: Recorrido paisajístico a lo largo de la quebrada que bordea el río. Observación de aves y de los árboles típicos de la zona; quebrachos y algarrobos.[5]
- Quebrada de los Cóndores: Observación del cóndor andino. La quebrada y la zona circundante preserva alrededor de 150 ejemplares.[3]